# Egenberger Reisen
Die Egenberger GmbH & Co. KG ist ein Omnibusunternehmen mit Firmensitz in Thierhaupten. Sie führt sowohl Reise- und Sonderfahrtenverkehr als auch Linienverkehr im Augsburger Verkehrsverbund (AVV) und der Verkehrsgemeinschaft Donau-Ries (VDR) durch. Das Unternehmen wurde 1938 von Anton Egenberger gegründet, wird in der dritten Generation von Paul Kienberger geführt und hat etwa 160 Mitarbeiter.

## Betriebshof
Der Firmensitz befindet sich seit der Gründung 1938 in Thierhaupten.
Auf dem Betriebshof befinden sich zwei Bürogebäude, zwei Abstellhallen mit Werkstatt, Tankstelle, Waschanlage und ein Busparkplatz.
Die Fahrzeuge werden in der betriebseigenen Waschanlage gereinigt.  In dieser Anlage können auch PKW, LKW sowie Sattelschlepper gewaschen werden.
An der betriebseigenen, nicht öffentlichen Tankstelle können die Busse mit Diesel betankt werden. Der Werkstatt stehen vier Abstellplätze zur Verfügung, auf denen die Busse gewartet werden.

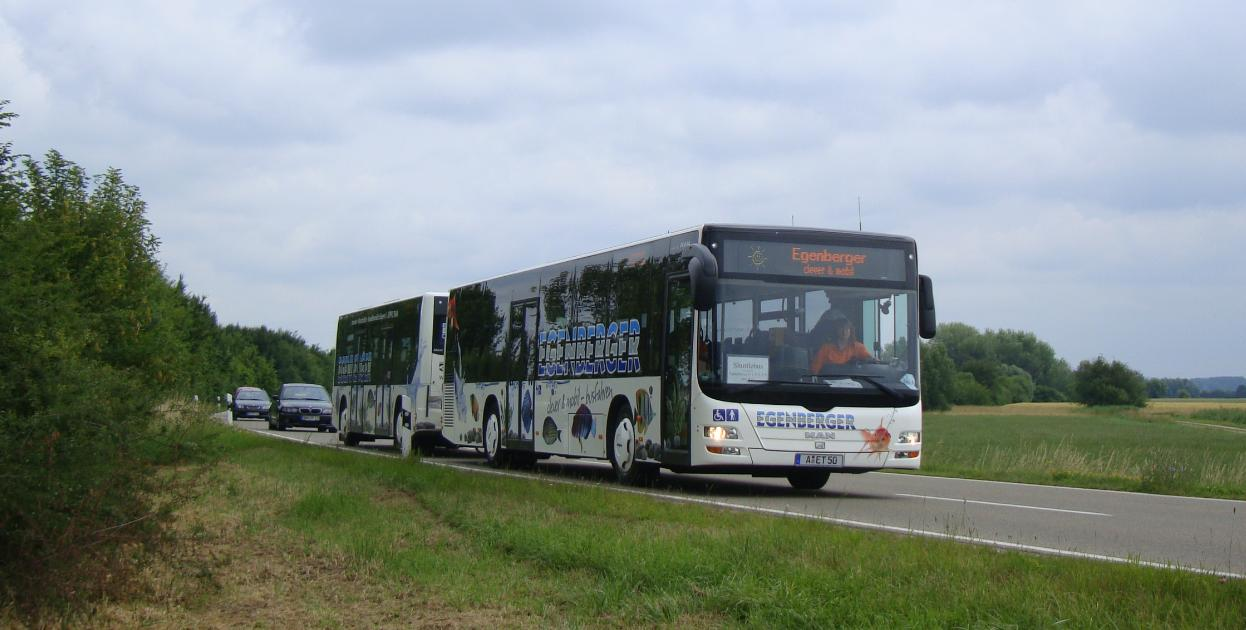
MAN/Göppel-Buszug der Firma Egenberger zwischen Niederschönenfeld und Rain am Lech

## Linien
Die Firma Egenberger bedient im Augsburger Verkehrsverbund und in der Verkehrsgemeinschaft Donau-Ries verschiedene Linien und hält auch Konzessionen für eigene Linien.